# Bracknell
Bracknell è una città di 77 256 abitanti della contea del Berkshire, in Inghilterra.